# 天際浩劫
《天際浩劫》（英語：Skyline）是一部2010年美國科幻災難電影，由《阿凡達》及《2012》視效設計團隊的史特勞斯兄弟（The Brothers Strause）執導並製作。演員陣容有艾瑞克·貝福、史卡蒂·湯普森、布蘭妮·丹尼及唐諾·費森等。電影於2010年11月12日全球同步上映。
史特勞斯兄弟宣稱《天際浩劫》會是系列作的首部，將至少製作一部以上的續集。本片和2011年發行的同題材電影《世界異戰》引發涉嫌剽竊的爭議。整體評價得到相當不良的抨擊，更被評為2010年年度最糟電影之一。因本片票房成功，之後推出了數部續集。

## 情節
傑拉德和伊蓮搭機飛往洛杉磯參加朋友泰瑞的生日派對。他們與泰瑞的女友坎蒂絲，助理丹妮和同事雷徹夜狂歡，爛醉如泥。派對上，雷要傑拉德搬來洛杉磯加入泰瑞的公司，伊蓮也袒露懷孕實情。當晚天空降下不明藍光，大家醒來一探究竟，眼睛直視藍光輻射會遭受控制，身體產生變異。雷瞬間被藍光吸走，而傑拉德所幸逃過一劫。
冷靜過後，屋外藍光已消失，傑拉德和泰瑞決定上頂樓看情況，發現多台外星人飛行船艦佈滿于城市上空，並吸取大量人類。兩人遭小船艦突襲，趕緊躲回屋內，告訴大家慘況。泰瑞前去華特鄰居房內，結果外星觸手伸入將華特抓走。危急時刻，決定開車逃離大樓，車一出大樓馬上被巨型外星人踩扁，丹妮和泰瑞慘遭外星人擒獲。其他人緊急開回大樓，遇上夫妻檔柯林和珍，柯林被外星生物吞噬，前後包夾下，管理員奧立佛開車衝撞。救出柯林之時，外星生物觸手將他的大腦取出，重新植入外星匣再度啟能。眾人逃出大樓庭院，珍遭到戶外的外星生物吞噬。最後一夥又回到房內，並決定輪流觀察戶外狀況，發現外面有小規模的反擊。
第二天，傑拉德想出外奮手一搏和管理員起衝突，此時美軍開始反攻，並將母艦擊落。開心之餘，卻發現擊毀的母艦開始重組，此舉動也激怒了外星生物。直升機軍隊來到大樓頂樓，傑拉德想趁機求救，和伊蓮趕到頂樓，直升機卻被外星攻落墜毀。屋內的坎蒂絲直視藍光被抓到，剩下的奧立佛決定玉石俱焚，點火引爆瓦斯。在頂樓，伊蓮救出差點被外星生物吞掉的傑拉德，反倒遭受攻擊。多次受到輻射的傑拉德身體產生變異，並獨自將外星生物打倒。最後，兩人相擁並被吸入母艦內。
第三天，世界各地同樣都遭受外星侵略。伊蓮在母艦內醒來，並看見傑拉德的腦髓被取出，她因懷有身孕而帶到其他空間要取出胎兒。傑拉德取出的腦呈現亮紅色，植入外星體內後產生主控意識，最後關頭以外星型態救了伊蓮。接著，傑拉德開始對敵人展開反擊。

## 演員
- 艾瑞克·貝福飾 傑拉德（Jarrod），片中主角，個性散漫，被「光」照射後擁有怪力。
- 史卡蒂·湯普森飾 伊蓮（Elaine），傑拉德的女友，並懷有身孕。
- 布蘭妮·丹尼飾 坎蒂絲（Candice），泰瑞的女友。
- David Zayas飾 奧立佛（Oliver），大樓管理員。
- 唐諾·費森飾 泰瑞（Terry），傑拉德洛杉磯的好友。
- Crystal Reed飾 丹妮（Denise），泰瑞的外遇對象。
- 尼爾·霍普金斯飾 雷（Ray），泰瑞的好友。
- Robin Gammell飾 華特（Walt），大樓隔壁老鄰居。
- J. Paul Boehmer飾 柯林（Colin），大樓住戶。
- Tanya Newbould飾 簡（Jen），大樓住戶，柯林的太太。

## 發行
電影於2010年11月12日北美首映，台灣地區亦是，澳洲則搶先在11月11日上映。北美和澳洲皆由環球影業發行，而台灣則為CatchPlay代理發行。北美首支預告片于8月13日檔期《歪小子史考特》和《惡靈電梯》映前公開。第二預告片于9月29日至10月15日的《生日劊樂》播映；其它預告片則搭配《鬼入鏡》、《超危險特工》和《無厘取鬧3D》等片。

### 評價
《天際浩劫》於北美並沒有開放媒體試映會，電影上映後得到相當大量負面的評價。影評網站爛番茄66則簡易評價中，僅獲得14%的正面好評，10分得到平均3.5分。而在專業著名影評的「Top Critics」12則評價內沒有正面評價，一致的負評。總結評價「以科幻片入門的角度而言，《天際浩劫》光靠穩健的視覺特效，並不能克服劇情充滿平凡無奇的對白。」
《綜藝》雜誌的喬·蘭登（Joe Leydon）抨擊本片：「想像將《變形金剛》混搭《ID4星際終結者》的大賣場，你大概可以得到《天際浩劫》的原貌。一個給人留下深刻印象及衍生的科幻驚悚片，可惜只能比Syfy頻道用來殺時間的電視電影好一點。」《芝加哥論壇報》的麥克·菲利浦斯（Michael Phillips）寫道「在有限預算的水準上，特效呈現相當不錯，這也是《天際浩劫》唯一可以拿來說嘴的部分。」《Screen Rant》的本·肯德里克（Ben Kendrick）表示本片「用錯綜複雜的情節想躍上大螢幕的B級片，卻限制了觀眾對電影本該展開的外星侵略全球災難的期望。」《紐約時報》米奇·霍爾（Mike Hale）評論「結果本片逃跑、躲藏或殺戮全都不到位，若會讓你感到生氣那就是你在意角色，但在此情況下反倒是種解脫。」《Popzara》的克里斯（Chris Pandolfi）描述本片「低成本的外星入侵糟片，充斥著不特別的特效和多餘的人為鬧劇，完全是浪費資源。」
然而還是有些許的正面評價，《Film Threat》的馬修·索倫托（Matthew Sorrento）評論到「《天際浩劫》並沒那麼成功，但仍使現代外星入侵並遭受絕望的圍困題材再度引發話題。」《帝國雜誌》的金·紐曼（Kim Newman）贊同本片，並說本片「提供所有你想要禮拜六晚上的笑話及禮拜日早上美妙的腦袋。」其它評價表示「或許本片剛開始只是想模仿《柯洛弗檔案》和《ID4星際終結者》，結果沒想到意外地獨出一格。」

### 爭議
2010年七月國際動漫節，SONY公開發表《世界浩劫：異戰洛城》消息後，隔日《天際浩劫》的預告也隨之發表。兩部題材正巧都是外星人入侵，而剛好特效都是由同家公司製作，公司老闆正是史特勞斯兄弟，也就是《天際浩劫》的導演，他們原本也是《世界浩劫：異戰洛城》的導演人選。SONY認為史特勞斯兄弟把電影資源挪用在他們自己的電影內，壓低製作的成本，並要求延後檔期並有意起訴環球影業。史特勞斯兄弟則表示這些都是不實指控，SONY是在對獨立製片施壓。《天際浩劫》上映後，SONY隨即釋放出《世界浩劫：異戰洛城》宣傳預告以勢對抗。

## 外部連結
- 官方网站
- 互联网电影数据库（IMDb）上《天際浩劫》的资料（英文）
- Box Office Mojo上《天際浩劫》的資料（英文）
- 爛番茄上《天際浩劫》的資料（英文）